# Draconarius papai
Draconarius papai är en spindelart som beskrevs av Chami-Kranon, Sonthichai och Wang 2006. Draconarius papai ingår i släktet Draconarius och familjen mörkerspindlar.
Artens utbredningsområde är Thailand. Inga underarter finns listade i Catalogue of Life.